# New Straits Times
Tờ New Straits Times (tạm dịch: Tân thời báo eo biển) là tờ báo tiếng Anh phát hành tại Malaysia. Đây là tờ báo lâu đời nhất Malaysia vẫn đang phát hành (mặc dù không phải tờ đầu tiên), được xuất bản lần đầu với tên The Straits Times vào năm 1845, và được tái xuất bản với tên gọi "New Straits Times" vào năm 1974. Đây cũng là báo khổ rộng duy nhất bằng tiếng Anh tại Malaysia. Tuy vậy, nối tiếp các tờ báo tại Anh Quốc khác như The Times và The Independent, bản khổ nhỏ của tờ báo được giới thiệu vào ngày 01 tháng 9 năm 2004 và kể từ ngày 18 tháng 4 năm 2005 đã hoàn toàn thay thế bản khổ rộng, kết thúc khổ in truyền thống 160 năm của tờ báo. Báo New Straits Times có giá bán lẻ là RM1,50 (~0,37 USD) ở Malaysia bán đảo và RM2,00 (~0.50 USD) ở Đông Malaysia vào thời điểm tháng 7 năm 2016.
Báo New Straits Times được in bởi New Straits Times Press, cũng là nơi phát hành một tờ báo buổi chiều bằng tiếng Anh khác, tờ The Malay Mail, cho đến ngày 01 tháng 1 năm 2008, cũng như các tờ báo bằng tiếng Mã Lai, trong đó có tờ Berita Harian. Tờ New Straits Times là một phần của tập đoàn Media Prima.
Vào thời điểm 01 tháng 1 năm 2009, tổng biên tập của New Straits Times là Syed Nadzri Syed Harun, Kamrul Idris Zulkifli giữ chức phó tổng biên tập. Các biên tập viên điều hành có, cũng ở thời điểm 01/01/2009, Lee Ah Chai (Tin tức) và Chandra Segaran (Sản phẩm) và Lim Thow Boon.

## Lịch sử
Lúc ban đầu, tờ báo có tên The Straits Times phát hành rộng rãi tại Mã Lai thuộc Anh, và Singapore, trụ sở của tòa báo. Tình hình vẫn tiếp tục trong thời kỳ Singapore trở thành một bộ phận của Malaysia vào năm 1963, nhưng kể từ khi Singapore rời khỏi Liên bang vào năm 1965, nó tách thành một tờ báo riêng và đặt toà soạn tại Malaysia, mang tên The Straits Times Malaysia, trong khi The Straits Times vẫn được tiếp tục phát hành ở Singapore.
Năm 1972, The Straits Times Press (Malaysia) Berhad mà sau này trở thành sở hữu chủ của tờ báo đã lập ra New Straits Times Press (Malaysia) Sdn. Bhd (tạm dịch Công ty Trách nhiệm hữu hạn Báo New Straits Times (Malaysia) trong nỗ lực biến ước muốn của người Malaysia được sở hữu phần lớn thị phần trong công ty phát hành tờ báo tiếng Anh có lượng phát hành lớn nhất này. Thỏa thuận được ký kết vào ngày 17 tháng 9 năm 1972 giữa ban giám đốc của Straits Times Group và Tengku Razaleigh Hamzah về việc chuyển nhượng 80% cổ phần của New Straits Times Press (Malaysia) Sdn. Bhd cho các cổ đông Malaysia.
.
Ngày 11 tháng 11 năm 2011, xuất bản phẩm 3D được giới thiệu trên cả trên cả báo giấy và trên báo mạng. Tờ báo cũng đã làm nên lịch sử ngành báo chí khi ngày 21 tháng 2 năm 2012 nó trở thành tờ báo nói đầu tiên, quảng bá sản phẩm sửa Friso của công ty Dutch Lady, kế tiếp là sự áp đảo số trang của AXIATA vào năm 2013 và vào tháng 1/2014 tờ báo đã đăng tải quảng cáo cho nhãn hàng Wonda Coffee "cả năm giác quan" trong năm ngày liên tiếp.

### Thiết kế mới với logo mới vào năm 2011
Năm 2011, tờ New Straits Times tiến hành đổi mới việc trình bày trang báo mà chủ yếu là ở các phần như thông tin tòa soạn, sắp chữ, nội dung và logo. Số báo đầu tiên với bộ mặt mới ra đời vào ngày 11 tháng 11 năm 2011.

## Hợp nhất các chuyên trang

### Tech&U
Tech&U khởi đầu là một tờ báo chuyên về máy tính xuất bản lần đầu vào ngày 01/01/1986, là một chuyên trang về công nghệ thông tin và truyền thông (ICT) của tờ New Straits Times. Chuyên trang này ban đầu phát hành vào thứ năm hàng tuần, và trong những năm 1990, bắt đầu phát hành hai kỳ một tuần vào các thứ hai và thứ năm.
Kể từ ngày 01/08/2005, một quyết định từ tòa báo được đưa ra nhằm tạo sự khác biệt giữa hai kỳ của tờ chuyên trang, trong đó số phát hành vào thứ hai sẽ tập trung cho thị trường doanh nghiệp trong khi số thứ năm tập trung vào thị trường tiêu dùng.
Kể từ ngày 01/01/2008, Tech&U trở thành tuần san, phát hành cùng với New Straits Times vào mỗi thứ hai, chú trọng hơn cho các thiên kiến của người tiêu dùng bên cạnh việc theo dõi sát sao thị trường doanh nghiệp.
Business Computing cũng liên quan tới chuyên trang này,được phát hành hàng tuần vào thứ tư từ năm 1999 tới năm 2004.
Kể từ ngày 01/03/2010, Tech&U được gộp vào chuyên trang Life and Times. Hiện giờ mục công nghệ của tờ New Straits Times được xuất hiện mỗi thứ hai trên tờ Life & Times.

### Travel Times
Năm 1999, phụ trương Travel Times chuyên về du lịch Malaysia được phát hành hàng tuần để cổ vũ chiến dịch Cuti-Cuti của chính phủ Malaysia. Phụ trương này chuyên đăng tải các tin và hình ảnh du lịch hoặc liên quan tới du lịch. Số đầu tiên phát hành ngày 06/10/1999 và trở thành tuần san kể từ số ra ngày 02/10/2000. Những số đầu tiên của tờ Travel Times được phát hành vào thứ tư mỗi tuần, sau đó phụ trương này đổi ngày phát hành qua thứ ba kể từ 23/02/2010 với tên gọi mới là "Travel". Kể từ tháng 3/2010, tờ phụ trương sáp nhập vào tờ Life & Times và trở thành một chuyên mục của tờ này. Kể từ đó, chuyên mục du lịch xuất hiện trên các sạp báo vào thứ năm và được biết tới dưới tên gọi JOM! nghĩa là Hãy Đi Nào! trong tiếng Mã Lai. Tên gọi mới được chọn để kêu gọi du khách bước ra thế giới và chiêm ngưỡng vẻ đẹp của các kỳ quan.

### Business Times
Tờ báo đã sáp nhập tờ Business Times kể từ ngày 01/06/2002, mở rộng chuyên ban về kinh doanh và lôi kéo giới doanh nhân. Trước năm 1976, đây cũng là tên của một chuyên trang của tờ New Straits Times. Cũng không nên nhầm lẫn với một tờ báo Singapore khác cùng tên.

### Emedia
Công cụ trực tuyến này của tập đoàn The New Straits Times Press cung cấp bản lưu các bài báo, hình ảnh và bản PDF các trang báo được xuất bản bởi The New Straits Times Press (M) Berhad (NSTP). Kể từ năm 2010, tập đoàn này sử dụng công cụ cung từ dịch vụ web của News and Image Bank để cung cấp nội dung lưu trữ của báo.
Các kênh khác:
- Thời trang[7]
- Ẩm thực[8]
- Tiện ích[9]
- Properties[10]
- Du lịch[11]

### Life & Times
Chuyên trang trước năm 1994 được biết đên với các tên gọi Leisure Times, Times Two và Lifestyle. Kể từ năm 1998 tới năm 2004, số thứ sáu của chuyên trang được đặt tên là Youth Quake sau khi được sáp nhập với tờ báo. Số phát hành ngày thứ bảy có tên gọi Weekend Life & Times, sau đó được đổi thành 6, trong giai đoạn từ năm 2005 tới 2009.
Kể từ ngày 01/03/2010, các chuyên mục của Life & Times có:
- Thứ hai: Công nghệ
- Thứ ba: Sức khỏe
- Thứ tư: Phong cách
- Thứ năm: Du lịch
- Thứ sáu: Showbiz
- Thứ bảy: Đời sống
- Chủ nhật: Gia đình

### Niexter
Phụ trương Niexter được xuất bản để nhắm vào độc giả là học sinh phổ thông. Niexter phát hành vào thứ năm mỗi tuần kể từ tháng 1/2009 cho đến tháng 1/2014 thì đình bản. Trước đó, NST cũng đã sử dụng phụ trương giáo dục của Berita Harian và của riêng họ, như Primary Plus (thứ ba) và The Next Step (thứ tư) tương ứng cho các trường tiểu học và trung học, trong khoảng thời gian những năm từ 2001 đến 2004.

## Biếm họa
Lat là họa sĩ biếm họa lâu năm của tờ New Straits Times, chuyên vẽ các bức hí họa mang tính thời sự nổi bật cho chuyên mục Scenes of Malaysian Life.

## Kiểm soát chính trị và tranh cãi
Do nhiều vấn đề nhạy cảm chính trị, báo chí Malaysia không thể bán ở Singapore, vì thế, tờ New Straits Times cũng không có mặt ở Singapore, và tờ The Straits Times không được bán ở Malaysia. Lệnh cấm này được ấn định trước kỳ tổng tuyển cử ngày 01/05/1969 ở Malaysia.
Năm 2012, Thượng nghị sĩ độc lập Nick Xenophon của Quốc hội Úc, khi đang trong nhiệm vụ tìm hiểu thực tế thì bị bắt tại cuộc biểu tình chống chính phủ ở Kuala Lumpur. Tiếp đó, ngày 02/05/2012, tờ New Straits Times đăng tải một bài viết của Roy See Wei Zhi với dòng tít "Quan sát viên bị giám sát". Bài báo dẫn lời Xenophon trong bài phát biểu năm 2009 của ông theo chiều hướng tấn công đạo Hồi, biến thành cái cớ để những người Hồi giáo Malaysia bày tỏ sự chống đối viên thượng nghị sĩ được biết có liên hệ đến lãnh đạo Malaysia đối lập Anwar Ibrahim này. Thực sự, những lời này của Xenophon tấn công vào Khoa Luận giáo và được trích lục từ văn bản phát biểu tại nghị viện của ông. Xenophon đe dọa sẽ kiện tờ New Straits Times đã làm tổn hại danh dự của ông và tờ báo đã nhanh nhẹn rút bài viết này khỏi website.
Vụ việc đã khơi mào những giận dữ trên truyền thông ở cả hai phía Malaysia và Úc, và củng cố mạnh mẽ vào nhận thức của công chúng rằng tờ New Straits Times và hầu hết truyền thông dòng chính chỉ là cái loa tuyên truyền cho liên minh chính trị cầm quyền Barisan Nasional. Ngày 04/05/2012, Thượng nghị sĩ Xenophon xác nhận rằng ông sẽ kiện New Straits Times mặc dù tờ báo đã đưa ra lời xin lỗi.